# Serixia trigonocephala
Serixia trigonocephala är en skalbaggsart. Serixia trigonocephala ingår i släktet Serixia och familjen långhorningar.

## Underarter
Arten delas in i följande underarter:
- S. t. trigonocephala
- S. t. meridionalis